# Fulko IV
Fulko IV, zwany le Réchin (Ponury) (ur. w 1043, zm. 14 kwietnia 1109) – hrabia Andegawenii, młodszy syn hrabiego Gâtinais Godfryda II Ferréola i Ermengardy, córki hrabiego Andegawenii Fulka III Czarnego.

## Życiorys
Był młodszym bratem Godfryda III Brodatego, który w 1060 r. odziedziczył Andegawenię. Fulko, w sojuszu z księciem Akwitanii Wilhelmem VIII, rozpoczął wojnę przeciwko bratu. Dzięki zdradzie w szeregach Godfryda pojmał brata w 1067 r. Został wówczas ekskomunikowany przez Kościół i musiał wypuścić Godfryda. Wkrótce jednak wojna rozgorzała na nowo. W kwietniu 1068 r. Godfryd przegrał bitwę pod Brissac i dostał się do niewoli, w której przebywał do 1096 r.
Fulko został jedynym hrabią Andegawenii. Wojna domowa przyczyniła się do utraty niektórych terytoriów. Odpadło Saintoge, a Fulko musiał oddać Gâtinais królowi Francji Filipowi I. Przez cały okres swojego panowania Fulko dążył do narzucenia silnej władzy andegaweńskim baronom, walczył z terytorialnymi zakusami książąt Normandii oraz o utrzymanie andegaweńskiego zwierzchnictwa nad Maine i Bretanią. W 1106 r. wybuchła rebelia najstarszego syna i współrządcy Fulka, Godfryda, zakończona śmiercią pierworodnego.
Ok. 1096 r. Fulko miał spisać historię hrabiów Andegawenii, co jednak jest kwestionowane przez współczesną historiografię. Jeśli jednak tak było, byłaby to pierwsza kronika spisana przez osobę świecką.

## Rodzina
Fulko żenił się pięciokrotnie. Jego pierwszą żoną była Hildegarda de Beaugency, córka Lancelina II, pana de Beaugency, z którą miał jedną córkę. Była to Ermengarda (ok. 1067–1147), żona księcia Akwitanii Wilhelma IX Trubadura i księcia Bretanii Alana IV Młodszego.
Po śmierci pierwszej żony ożenił się z Ermengardą, córką Archambauda IV, pana de Bourbon. Ermengarda została oddalona w 1075 r., prawdopodobnie na skutek zbyt bliskiego pokrewieństwa. Fulko miał z nią jednego syna – Godfryda IV Martela (1073 - 19 maja 1106), hrabiego Andegawenii.
21 stycznia 1076 r. poślubił Orengardę, córkę Isembarda, pana de Châtellailon. Małżeństwo to pozostało bezdzietne i Orengarda została oddalona w 1080 r.
W 1089 r. poślubił Bertradę de Montfort (ok. 1070 - 14 lutego 1117), córkę Szymona I, pana de Montfort, i Agnieszki, córki hrabiego Ryszarda d’Évreux. Urodził im się syn – Fulko V (1092 - 10 listopada 1143), hrabia Andegawenii i król jerozolimski.
Wkrótce po narodzeniu syna Bertrada porzuciła męża dla króla Filipa I Francuskiego. Fulko ożenił się ponownie z Mantie, córką Waltera I de Brienne. To małżeństwo zakończyło się rozwodem w 1107 r.

## W kulturze

### Wynalezienieciżmy
Według Orderica Vitalisa, 11-wiecznego mnicha, to Fulko odpowiada za wynalezienie butów o wydłużonych noskach. W kronice duchownego, opisano, iż Fulko cierpiał z powodu haluksów, oraz wydłużonych paznokci, co skłoniło go do zamówienia takich butów.

### Gry wideo
W serii gier wideo Crusader Kings jednym z grywalnych władców jest Foulques d'Anjou, przedstawiony jako hrabia Turenii.